# Казола-ин-Луниджана
Казола-ин-Луниджана (итал. Casola in Lunigiana) — коммуна в Италии, располагается в регионе Тоскана, в провинции Масса-Каррара.
Население составляет 1085 человек (2008 г.), плотность населения составляет 26 чел./км². Занимает площадь 42 км². Почтовый индекс — 54014. Телефонный код — 0585.
Покровителем коммуны почитается святой Пелегрин Альпийский, празднование 1 августа.

## Демография
Динамика населения:

## Администрация коммуны
- Официальный сайт: